# Nephrotoma melanoxantha
Nephrotoma melanoxantha is een tweevleugelige uit de familie langpootmuggen (Tipulidae). De soort komt voor in het Neotropisch gebied.